# École Centrale de Nantes
École Centrale de Nantes är en fransk grande école som utexaminerar generalistingenjörer i västra Frankrike (Nantes), och som är medlem av Groupe des Écoles centrales och France AEROTECH.

## Utbyte & Dubbla examina
Flera svenska tekniska högskolor, till exempel Lunds tekniska högskola och Kungliga Tekniska högskolan, har utbyte med École Centrale de Nantes, bland annat nätverket TIME, som efter ett tvåårigt utbyte ger rätt till en examen också från den utländska högskolan. 